# Koprzywianka
Koprzywianka – rzeka, lewostronny dopływ Wisły o długości 71,83 km.
Źródło rzeki znajduje się na południowym stoku Szczytniaka (Pasmo Jeleniowskie Gór Świętokrzyskich), na wysokości 380 m n.p.m. Przepływa m.in. przez Baćkowice, Iwaniska, Klimontów, Koprzywnica, Samborzec, Złota i Andruszkowice. Od Koprzywnicy (gdzie utworzono zalew Koprzywianka) rzeka płynie sztucznym korytem, wykorzystując dolny bieg Gorzyczanki i Wisełki. Od Sośniczan do ujścia jest obwałowana. Uchodzi do Wisły w Sandomierzu na wys. 141 m n.p.m. Jej prawostronnymi dopływami są Kacanka, Gorzyczanka, Kozinka i Modliborka.

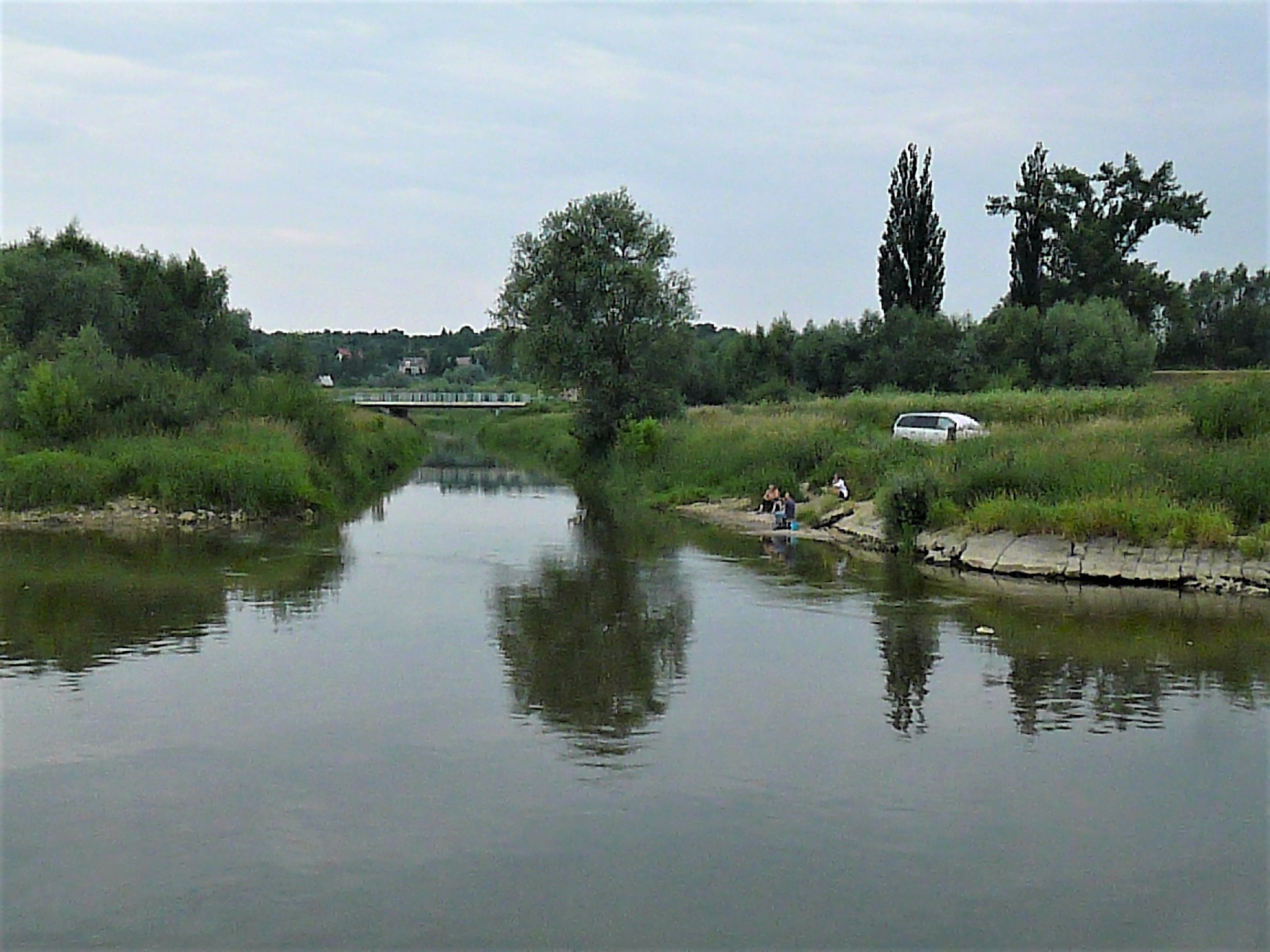
Ujście do Wisły w Sandomierzu

Dorzecze Koprzywianki leży na obszarze południowo-wschodniego fragmentu Wyżyny Kieleckiej (Góry Świętokrzyskie, Pogórze Szydłowskie, Wyżyna Sandomierska), wschodniej części Niecki Nidziańskiej (Niecka Połaniecka), oraz Niziny Nadwiślańskiej. Koprzywianka jest najdłuższą z rzek płynących przez Wyżynę Sandomierską i jednocześnie mająca największe dorzecze. Środkowy i górny odcinek rzeki mają charakter wyżynny, natomiast ujściowy długości około 14 km - nizinny.
Od wielu lat rzeka zarybiana jest pstrągiem potokowym oraz lipieniem, oprócz tych dwóch gatunków ryb można spotkać w jej nurcie klenie, płocie, okonie, jelce, kiełbie, strzeble potokowe, a nawet karasie srebrzyste i słonecznice.
Dolina Koprzywianki wraz z dolinami dopływów (m.in. Kacanka) w środkowym odcinku objęta jest obszarem Natura 2000 pod nazwą Ostoja Żyznów.